# Adrian Drida
Adrian Ioan Drida (n. 5 ianuarie 1982, Sântana, jud. Arad) este un fotbalist român, care în prezent este liber de contract.